# Pontogammarus robustoides
Pontogammarus robustoides är en kräftdjursart som först beskrevs av Sars 1894.  Pontogammarus robustoides ingår i släktet Pontogammarus, och familjen Pontogammaridae. Arten har ej påträffats i Sverige.